# سيريل ووكر (لاعب كرة قدم)
سيريل ووكر (بالإنجليزية: Cyril Walker)‏ (24 فبراير 1914 - 2002) هو لاعب كرة قدم بريطاني (وحمل سابقاً جنسية المملكة المتحدة لبريطانيا العظمى وأيرلندا) في مركز الهجوم. لعب مع شيفيلد وينزداي ونادي تشيلتنهام تاون لكرة القدم وHitchin Town F.C. ‏.